# Элкский собор
Собор Святого Войцеха (Адальберта) (пол. Katedra św. Wojciecha w Ełku) — католический собор в Элке. Церковь святого Войцеха является кафедральным собором епархии Элка.

## История
До постройки церкви на её месте находилась часовня. Здание было построено из кирпича в 1893 году в готическом стиле и освящено 19 августа 1903 года во имя Святого мученика Войцеха и Преображения Господня. В годы Второй мировой войны церковь практически не пострадала. В 1955 году здание было отремонтировано и покрашено. В 1990-х гг. был проведен капитальный ремонт.
В 1990 году в церковь было перенесено из Фатимы изображение Богоматери. В 1992 году Папой Иоанном Павлом II церковь была возведена в собор, относящийся к Элкской епархии.